# Megachoriolaus imitatrix
Megachoriolaus imitatrix är en skalbaggsart som beskrevs av Linsley 1970. Megachoriolaus imitatrix ingår i släktet Megachoriolaus och familjen långhorningar. Inga underarter finns listade i Catalogue of Life.